# Liste der Biografien/Pef
Liste der Biografien |
Portal Biografien |
Personensuche
# |
A |
B |
C |
D |
E |
F |
G |
H |
I |
J |
K |
L |
M |
N |
O |
P |
Q |
R |
S |
T |
U |
V |
W |
X |
Y |
Z |
?
 
Pa |
Pc |
Pe |
Pf |
Ph |
Pi |
Pj |
Pk |
Pl |
Pm |
Pn |
Po |
Pr |
Ps |
Pt |
Pu |
Pv |
Pw |
Py
 
Pea |
Peb |
Pec |
Ped |
Pee |
Pef |
Peg |
Peh |
Pei |
Pej |
Pek |
Pel |
Pem |
Pen |
Peo |
Pep |
Peq |
Per |
Pes |
Pet |
Peu |
Pev |
Pew |
Pex |
Pey |
Pez
Die Liste der Biografien führt alle Personen auf, die in der deutschsprachigen Wikipedia einen Artikel haben. Dieses ist eine Teilliste mit 8 Einträgen von Personen, deren Namen mit den Buchstaben „Pef“ beginnt.

## Pef

### Pefe
- Pefestorff, Dajana (* 1973), deutsche Kanusportfunktionärin

### Peff
- Peffekoven, Egon (1931–2017), deutscher Karnevalist
- Peffekoven, Rolf (1938–2019), deutscher Finanzwissenschaftler
- Peffer, Franz (1887–1937), deutscher Maler, Lithograf, Gebrauchsgrafiker, Illustrator, Plakatkünstler, Zeichner und Journalist
- Peffer, William A. (1831–1912), US-amerikanischer Politiker
- Pefferle, Richard (1905–1969), US-amerikanischer Szenenbildner
- Peffgen, Wilfried (1942–2021), deutscher RadrennfahrerWilfried Peffgen (1942–2021)

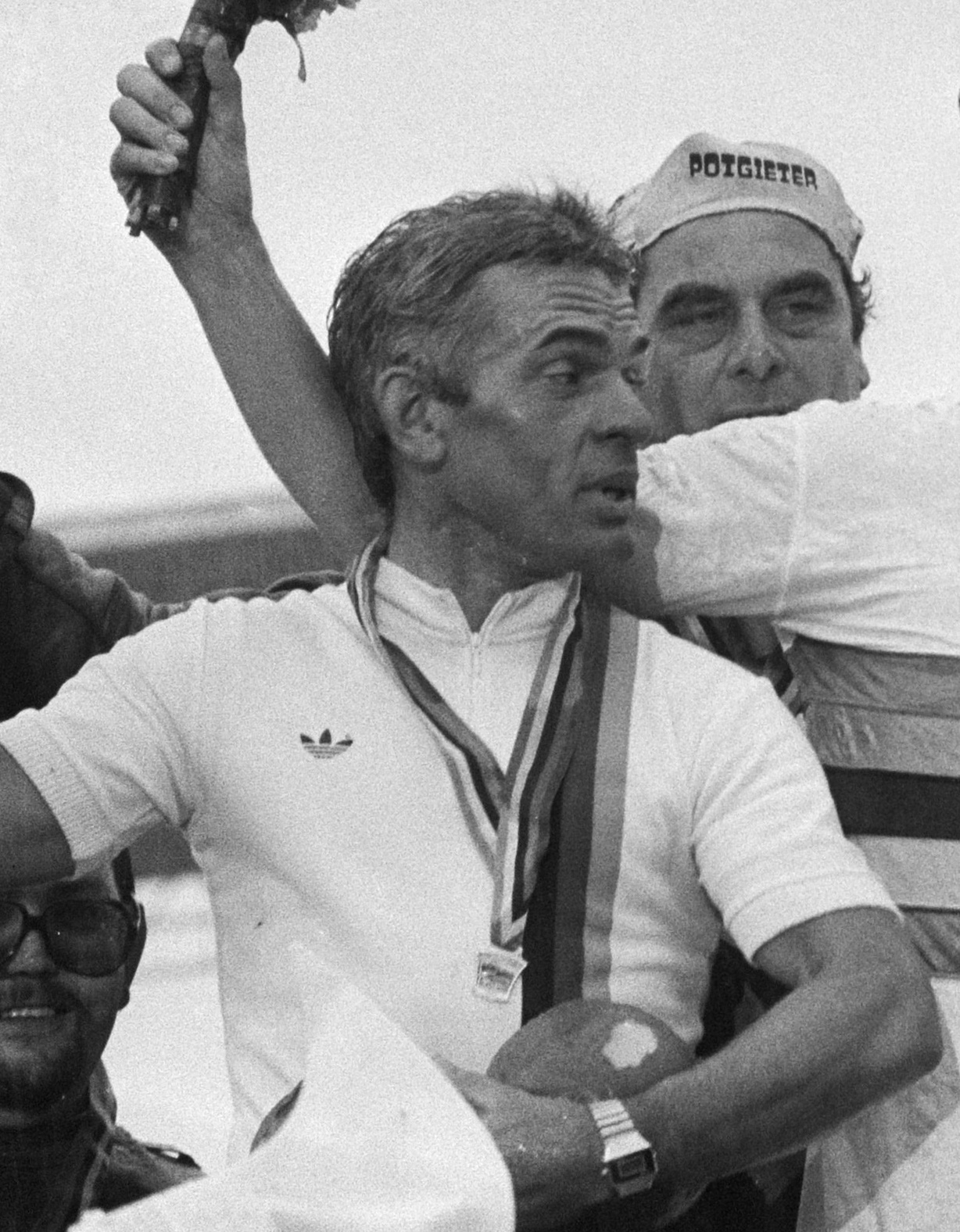
Wilfried Peffgen (1942–2021)

### Pefk
- Pefko, David (* 1983), niederländischer Schriftsteller